# Mason Thames
Mason Thames (Los Angeles, 2007. július 10. –) amerikai gyerekszínész. 
Legismertebb szerepe Finney Blake a Fekete telefon (2022), illetve Hablaty az Így neveld a sárkányodat (2025) című filmekben.

## Pályafutása
Karrierjének kezdetén három epizód erejéig szerepelt az Apple TV+-on futó For All Mankind című sorozat 2019-es első évadjában.
Főszereplője volt a Scott Derrickson rendezésében készült Fekete telefon című 2022-es filmnek, Ethan Hawke partnereként. A szerepnek köszönhetőn szakmai hírnévre és kritikai elismerésre tett szert. Thames szerepeltetéséről Derrickson a következőt nyilatkozta: 

„
Olyan tehetsége van, ami nagyon kevés színésznek adatik meg, még a felnőtt profi színészek se mindig rendelkeznek ezzel, nevezetesen az a képesség, hogy minden pillanatot őszintén és érzelmileg feldolgozzon, egyszerre egy jelenetet, túlzás nélkül. Ez a szemében és az arcában van, [...] hogy ezt őszinte, valós módon teszi, valami olyasmi, amit nem lehet megtanítani.”

A 2025 végén érkező Fekete telefon 2.-ben is megismétli szerepét. 2021–2022 között a Walker epizódjaiban alakította Jared Padalecki karakterének fiatalabb énjét. 2024 nyarán főszerepet kapott a Netflix Négy gólya című ifjúsági vígjátékában.
Mel Gibson oldalán játszott a 2024-es Monster Summer című horrorfilmben. 2025-ben ő alakította a főszereplő Hablatyot az Így neveld a sárkányodat című élőszereplős kalandfilmben. A tervek szerint a 2027-es folytatásban is megismétli majd szerepét.

## Filmográfia

### Film
| Év   | Magyar cím               | Eredeti cím                | Szerep       | Magyar hang |
| ---- | ------------------------ | -------------------------- | ------------ | ----------- |
| 2022 | Fekete telefon           | The Black Phone            | Finney Blake | Vida Bálint |
| 2024 | Négy gólya               | Incoming                   | Benj Nielsen | Ács Balázs  |
| 2024 |                          | Monster Summer             | Noah         |             |
| 2025 | Így neveld a sárkányodat | How to Train Your Dragon   | Hablaty      | Vida Bálint |
| 2025 | Fekete telefon 2.        | Black Phone 2              | Finney Blake |             |
| 2025 |                          | Regretting You             | Miller       |             |
| 2027 |                          | How to Train Your Dragon 2 | Hablaty      |             |

### Televízió
| Év        | Cím             | Szerep          | Megjegyzések |
| --------- | --------------- | --------------- | ------------ |
| 2019      | For All Mankind | Daniel Stevens  | 3 epizód     |
| 2021–2022 | Walker          | Walker fiatalon | 3 epizód     |

## Fordítás
- Ez a szócikk részben vagy egészben  a   Mason Thames című angol Wikipédia-szócikk ezen változatának fordításán alapul.  Az eredeti cikk szerkesztőit annak laptörténete sorolja fel. Ez a jelzés csupán a megfogalmazás eredetét és a szerzői jogokat jelzi, nem szolgál a cikkben szereplő információk forrásmegjelöléseként.